# Ritiro Regina del Santissimo Rosario Refugium Peccatorum
Il ritiro Regina del Santissimo Rosario Refugium Peccatorum è una delle strutture di interesse storico-artistico-religioso di Napoli; è sito nel celebre Rione Sanità.
Le strutture, verso la fine del XVI secolo, costituivano due case distinte e separate; mentre, qualche tempo dopo, vennero unite e trasformate nel Ritiro Regina del Santissimo Rosario Refugium Peccatorum, che dapprima fu di proprietà del celebre Ospedale di San Gennaro dei Poveri, poi passò alle dipendenze del Monastero della Sanità. Il fabbricato ha una struttura planimetrica a forma di C.
Nella seconda metà del XIX secolo, l'antico corpo architettonico fu trasformato in una chiesa di medie dimensioni, prettamente neoclassica, che è presente già nella Carta Schiavoni del 1881.